# خاریکلیا کاستریتسی
خاریکلیا کاستریتسی (انگلیسی: Charikleia Kastritsi؛ زادهٔ ۱۱ آوریل ۱۹۸۳) وزنه‌بردار زن اهل یونان است.